# Roy Zimmerman
Pour les articles homonymes, voir Zimmerman.
Roy Zimmerman (7 octobre 1957) est un chanteur, humoriste, compositeur et guitariste américain dont l'inspiration ouvertement gauchisante se concentre principalement sur les questions sociales et politiques.
Roy Zimmerman vit et travaille dans le comté de Marin au nord de la Californie avec son épouse et ses deux fils, Joe et Sam.

## Discographie
- Comic Sutra (2004)
- Security (2004)
- Homeland (2004)
- Homeland/Security (combined double album, 2004)
- Peacenick (2005)
- Best of the Foremen (2006)
- Faulty Intelligence (2006)
- Thanks for the Support (2008)
- Real American (2010)
- You're Getting Sleepy (2011)